# آلفا-کتوبوتیریک اسید
آلفا-کتوبوتیریک اسید (به انگلیسی: Alpha-Ketobutyric acid) یک کتواسید با فرمول شیمیایی C۴H۶O۳ ترکیب شیمیایی با شناسه پاب‌کم ۵۸ است. که جرم مولی آن ۱۰۲٫۰۸۹ g/mol می‌باشد. 